# شمس آقاجانی
شمس آقاجانی (۴ تیر ۱۳۴۷ – ۱۷ شهریور ۱۴۰۲) شاعر ایرانی و منتقد ادبی بود. او در سال‌های ۱۳۷۱ تا ۱۳۷۵ در «کارگاه شعر و قصه» دکتر رضا براهنی شرکت کرد و از شاعران تاثیرگذار دهه ۷۰ ایران بود.

## زندگی
شمس آقاجانی، شاعر و ناقدِ ادبی، در چهارم تیرماه ۱۳۴۷ در شهرستان فریدونکنار چشم به جهان گشود. او در رشته‌ی کارشناسی مهندسی برق (گرایش مخابرات) از دانشگاه شیراز فارغ‌التحصیل شد. سپس به تهران آمد و در آنجا در سال‌های ۱۳۷۱ تا ۱۳۷۵ در کارگاه شعر رضا براهنی شرکت کرد. کارگاهی که در دهه ۷۰ سرنوشت شعر نو ایران را به ترتیب دیگری رقم زد و امکانی تازه پیش‌روی شعر فارسی نوپدید گذاشت.[.او در سال ۱۳۷۶ با رویا تفتی، از دیگر اعضای کارگاه شعر و قصه‌ی براهنی، ازدواج کرد. حاصل این ازدواج، یک فرزند به نام بامداد است.
شمس آقاجانی در دهه ۷۰ به همراه چهره‌هایی مانند بهزاد خواجات، علی عبدالرضایی، حافظ موسوی، رضا چایچی، مهرداد فلاح، رویا تفتی، رزا جمالی، پگاه احمدی، ابوالفضل پاشا، فریاد شیری، مهرنوش قربانعلی و بهزاد زرین پور، شعر این دهه را به خوبی و با درخشش نمایندگی می‌کرد. آقاجانی همچنین در حوزه تئوری شعر یکی از فعالان این حوزه بود و مانند براهنی جزو کسانی است که در دو وجه فعالیت ادبی خود را دنبال می کند: یعنی هم نقد می نویسد و شعر خودش و دیگران را تئوریزه می کند و هم می سراید. زبان شعری آقاجانی زبانی ساده و در عین حال چند ساحتی و چند ظرفیتی است. با شنیدن و خواندن قطعات شعرش می توان به سادگی به این مفهوم سرراست رسید. یکی از مهم‌ترین کتاب‌های او که از قضا در دهه ۹۰ در حوزه تئوری شعر مطرح بود «سخن رمز دهان» است که مورد توجه منتقدان قرار گرفت و بارها خوانده شد.نخستین مجموعه این شاعر با عنوان «مخاطب اجباری» در سال ۱۳۷۷ توسط نشر خیام به بازار عرضه شد و از طرف هیئت داوران کانون شعر فراپویان به عنوان یکی از سه اثر برگزیده دهه هفتاد معرفی شد.

## آثار

### مجموعه‌شعر
- مخاطب اجباری، نشر خیام، ۱۳۷۷؛ چاپ دوم و بعد: انتشارات بوتیمار، ۱۳۹۳.
- گزارش ناگزیری، انتشارات بوتیمار، ۱۳۹۱؛ چاپ دوم: انتشارات بوتیمار، ۱۳۹۳.
- راوی دوم شخص، انتشارات بوتیمار، ۱۳۹۴.
- چرا آخرین درنا بازمی‌گردد (و متن‌هایی برای مطالعۀ بیش‌تر، انتشارات بوتیمار، ۱۳۹۵.

### تئوری و نقد ادبی
- شکل‌های ناتمامی، نشر ویستار/ ۱۳۸۴
- سخنِ رمزِ دهان، ۳ جلد، انتشارات سرزمین اهورایی، جلد اول: ۱۳۹۲، جلد دوم: ۱۳۹۹، جلد سوم: در دست انتشار.
- درس‌های ادبی، انتشارات مانیاهنر، ۱۳۹۹.
- براهنی و نظریۀ «زبانیت»، نروژ: نشر آفتاب، ۲۰۲۱[=۱۴۰۰].[۱۳][۱۴]